# Ансельмо Альєгро-і-Міла
Ансельмо Альєгро-і-Міла (ісп. Anselmo Alliegro y Milá; 16 березня 1899 — 22 листопада 1961) — кубинський політик, третій прем'єр-міністр, тимчасовий президент Куби 1959 року.

## Біографія
Походив з родини італійських емігрантів, його мати мала як італійське, так і каталонське коріння.
Належав до масонства, був членом правління Національного університету імені Хосе Марті, а також аристократичного заміського клубу Гавани Білтмор і яхт-клубу Гавани.
1919 року здобув юридичну освіту, закінчивши Гаванський університет, після того працював адвокатом. Ще юнаком долучився до суспільно-політичного життя. Був радником, головою міської ради та мером міста Баракоа, згодом очолив регіональне відділення Ліберальної партії. 1920 року у 20-річному віці вперше виграв вибори до Палати представників Куби, ставши наймолодшим демократично обраним парламентарем в історії країни, підтримував режим Херардо Мачадо, після повалення якого 1933 року, остерігаючись народної помсти, був змушений залишити країну, жив у Нью-Йорку, а після повернення впродовж деякого часу не брав участі в активному політичному житті.
1942 року президент Фульхенсіо Батиста призначив його на посаду міністра торгівлі, також очолював міністерства освіти та житлового будівництва. На посаді міністра освіти ініціював зміни, що призвели до величезних витрат державних коштів.
Від березня до жовтня 1944 року був прем'єр-міністром Куби.
Після завершення президентського терміну Бастити в жовтні 1944 року вийшов у відставку, оселився в Маямі, де заснував бізнес із будівництва житлових будинків. 1946 року його знову обрали депутатом Палати представників Куби.
Після державного перевороту, організованого генералом Фульхенсіо Батистою 10 березня 1952 року, обіймав важливі державні посади:
- від 1952 до 1955 року був членом Консультативної ради;
- у 1954—1958 роках — президент Сенату.

Після втечі Батисти з Куби 1 січня 1959 року впродовж одного дня виконував обов'язки президента, потім відхилив пропозицію генерала Еулогіо Кантільйо сформувати уряд і залишив країну. Помер у Маямі за два роки.